# Paleis van de markies van Assche

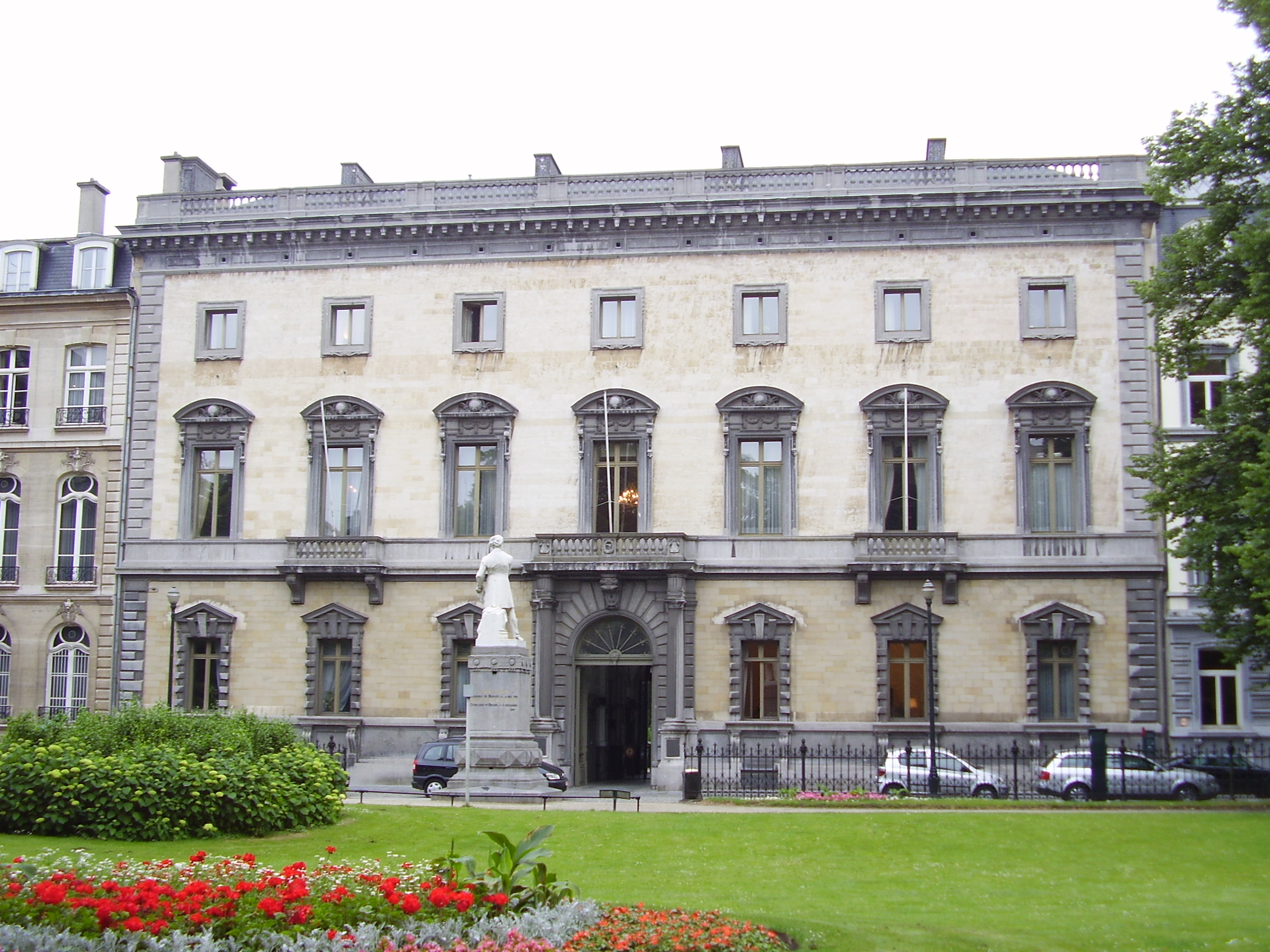
Paleis van de markies van Assche, zetel van de Raad van State.

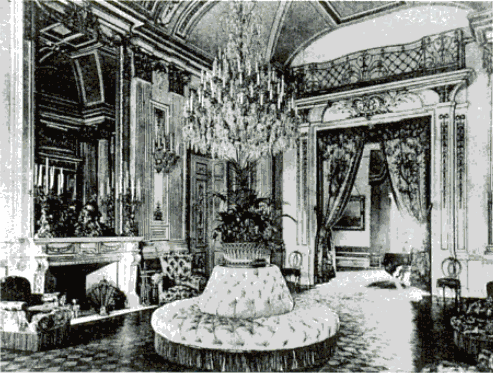
Balzaal

Het Paleis van de markies van Assche is een herenhuis in Italiaanse neorenaissance aan de Wetenschapsstraat 33 te Brussel, tegenover het Frère-Orbansquare. 
Het werd gebouwd tussen 1856 en 1858 in opdracht van graaf en markies Théodore van der Noot d'Assche. Hij was in zijn tijd een van de rijkste mensen van het land, lid van de Club des Seize. In de gloednieuwe Leopoldwijk had hij een groot en centraal perceel gekocht om er een waar stadspaleis op te trekken. 
Architect Alphonse Balat moest inspiratie zoeken in het Romeinse Palazzo Farnese. Langs één kant van de tuin kwam een lange gaanderij. Binnenin was het rijkelijk aangekleed, met onder meer een schitterende eretrap. Mogelijk deed Balat hiervoor een beroep op Georges Houtstont. De Franse schilder Charles Chaplin werd ingeschakeld om het salon te decoreren met plafondschilderingen (1862). Voorts was er een monumentale balzaal met boven de toegang een balkon waarop een (klein) kamerorkest kon plaatsnemen.
In 1897 verhuurde de markies het pand aan een nieuwe bewoner: de Amerikaanse Envoy Bellamy Storer. De diplomatieke status van het gebouw zou van korte duur zijn, want van 1901 tot 1909 namen prins Albert en prinses Elisabeth er hun intrek. Hun beide zonen, Leopold en Karel, werden er geboren. Albert liet er een bibliotheek installeren met een zware schoorsteen in neo-Vlaamse Renaissancestijl. Hij vertrok er toen hij tot de troon werd geroepen.
Na het vertrek van het prinselijk paar werd het paleis opnieuw de residentie van de American Legation. Larz Anderson en zijn vrouw Isabelle haalden het gebouw uitgebreid aan in hun memoires. Andersons opvolger Theodore Marburg verbleef er ook nog, maar onder de volgende U.S. Minister, Brand Whitlock, verhuisde de Amerikaanse vertegenwoordiging naar even verderop. 
Zoon Edouard van der Noot ging in het familiepaleis wonen tot 1930. In dat jaar werd het voor de derde keer een Amerikaanse ambassade. In de Tweede Wereldoorlog ging de Duitse gouverneur-generaal Alexander von Falkenhausen er wonen. Hij had als vriendin en 'public relations' de blonde schoonheid Elisabeth Ruspoli, geboren van der Noot d'Assche. Ze werd in 1943 opgepakt en naar Ravensbrück gevoerd. Omdat hij te dicht stond bij het mislukte complot tegen Hitler onderging Von Falkenhausen hetzelfde lot, met opsluiting in Dachau.
Na de oorlog kocht de Belgische Staat het gebouw aan. Sedert 1948 is de Raad van State er ondergebracht. Voor deze nieuwe functie liet men twee moderne wandtapijten vervaardigen door P. De Wit (1952): de Waalse Provincies (Rodolphe Strebelle) en de Vlaamse Provincies (Stan Van Vlasselaer).